# Prosauropoda
De Prosauropoda vormen een hoofdonderverdeling van de Sauropodomorpha, een groep plantenetende dinosauriërs. De klade is in 2004 door Galton en Upchurch gedefinieerd als de groep omvattende Plateosaurus engelhardti en alle soorten nauwer verwant aan Plateosaurus dan aan de groep van de Sauropoda.
Deze per definitie monofyletische afstammingsgroep komt wellicht niet volledig overeen met de mogelijkerwijs parafyletische groep van de "prosauropoden", zoals die term losjes gebruikt wordt als aanduiding voor een verzameling kleine langnekkige planteneters uit het Trias die ofwel de parafyletische vooroudergroep van de latere sauropoden vormt (dat is overigens de letterlijke betekenis van "Prosauropoda") ofwel de monofyletische zustergroep van de sauropoden. Beide mogelijkheden worden door een gedeelte van de bekende feiten ondersteund: er bestaat grote strijd over de vraag welke met de waarheid overeenkomt. Unaysaurus is zo een "prosauropode".
Een mogelijke indeling is de volgende:
PROSAUROPODA
- Basale prosauropoden
  - Yimenosaurus
  - Mussaurus
- Riojasauridae
  - Eucnemesaurus
  - Riojasaurus
- Plateosauria
  - Plateosauridae
    - Plateosaurus
    - Sellosaurus
    - Unaysaurus?

  - Massospondylidae
    - Coloradisaurus
    - Lufengosaurus
    - Massospondylus
    - Yunnanosaurus
    - Jingshanosaurus